# Приуральный район
Приуральный район — единица административного деления Западно-Казахстанской (в 1962—1992 — Уральской) области Казахской ССР (до 1936 — Казахской АССР, с 1991 — Республики Казахстан), существовавшая в 1935—1997 годах. Центр — село Дарьинское.

## История
Приуральный район был образован 9 января 1935 года в составе Западно-Казахстанской области (до 9 декабря 1935 года носил название Приуральский район).
По данным 1951 года район включал 12 сельсоветов: Балабановский, Галицинский, Кирсановский, Красновский, Павловский, Рожковский, Рубежинский, Савичевский, Солодовниковский, Трекинский, Чувашнский и Январцевский.
В 1997 году Приуральный район был упразднён, а его территория передана в Зеленовский район.

## Население
| 1939   | 1959   | 1970   | 1979   | 1989   |
| ------ | ------ | ------ | ------ | ------ |
| 23 323 | 22 570 | 33 449 | 35 799 | 35 964 |

По данным переписи 1939 года национальный состав района был таков: русские — 63,8 %, казахи — 17,0 %, украинцы — 11,6 %, татары — 2,4 %, корейцы — 2,2 %.